# Canton de Sully-sur-Loire
Le canton de Sully-sur-Loire est une circonscription électorale française située dans le département du Loiret et la région Centre-Val de Loire.

## Histoire
Le canton est créé le 10 février 1790 sous la Révolution française. Il est alors inclus dans le district de Gien.
À la suite de la suppression des districts et de la création des arrondissements qui survient en 1801 (9 vendémiaire, an X) sous le Premier Empire, le canton de Sully est inclus dans l'arrondissement de Gien.
À la suite du redécoupage cantonal de 2014, les limites territoriales du canton sont remaniées. Le nombre de communes du canton passe de 10 à 24.

## Représentation

### Conseillers généraux de 1833 à 2015
| Période                                  | Période          | Identité                                 | Étiquette                    | Qualité |
| ---------------------------------------- | ---------------- | ---------------------------------------- | ---------------------------- | --- |
| 1790                                     | 1833             | pas de conseillers rattachés à un canton |                              | |
| 1833                                     | 1855             | François Villiers                        |                              | Propriétaire, maire de Sully-sur-Loire (1832-1843) |
| 1855                                     | 1892             | Louis-Henry-Auguste Jahan                | Conservateur                 | Avocat Sénateur du Loiret (1876-1879), ancien Conseiller d’État Conseiller municipal de Sully-sur-Loire, conseiller d'arrondissement Président du Conseil général du Loiret (1868-1878) |
| 1892                                     | 1904 (décès)     | Simon Jules Adolphe de l'Hôpital         | Conservateur                 | Propriétaire à Orléans |
| 1904                                     | 1919             | Félix Auguste Ernest Dupuis              | Républicain                  | Maire de Viglain (1896-1920) puis conseiller municipal de Sully-sur-Loire |
| 1919                                     | 1925 (démission) | Albert Hippolyte Sornicle                | Radical                      | Vétérinaire, conseiller municipal de Sully-sur-Loire |
| 1925                                     | 1940             | Abel Perronnet                           | Radical                      | Entrepreneur de scierie Maire de Sully-sur-Loire (1919-1939), conseiller d'arrondissement                                                                                               |
|                                          |                  | Seconde Guerre mondiale                  |                              | |
| 1944                                     | 1945             | Martial Fournit (1883-1964)              |                              | Négociant en vins, maire de Sully-sur-Loire (1940-1944) Nommé conseiller départemental en 1944                                                                                          |
|                                          |                  |                                          |                              | |
| 1945                                     | 1975 (décès)     | Albert Cossonnet                         | UDSR puis RGR puis Centriste | Négociant en matériaux Maire de Sully-sur-Loire (1944-1947 puis 1966-1975) |
| 1975                                     | 1979             | Jacques Charpentier                      | DVD                          | Chef d'entreprise à Sully-sur-Loire |
| 1979                                     | 1994             | Jacques Ferling                          | UDF                          | Chef d'entreprise à Sully-sur-Loire |
| 1994                                     | 2015             | Jean-Noël Cardoux                        | UDF puis CPNT puis UMP       | Expert comptable Maire de Sully-sur-Loire (1983-2006) Vice-président du Conseil général du Loiret Sénateur du Loiret (depuis 2011)                                                      |
| Les données manquantes sont à compléter. |                  |                                          |                              | |

#### Résultats électoraux détaillés
- Élections cantonales de 2004 : Jean-Noël Cardoux   (UMP) est élu au 1er tour avec 52,91 % des suffrages exprimés, devant Jean-Luc Rousseau   (PS) (19,57 %) et Alain Huet (FN) (18,5 %). Le taux de participation est de 65,89 % (5 234 votants sur 7 943 inscrits)[14].
- Élections cantonales de 2011 : Jean-Noël Cardoux   (UMP) est élu au 2e tour avec 69,59 % des suffrages exprimés, devant Hélène Mazur (FN) (30,41 %). Le taux de participation est de 51,12 % (4 239 votants sur 8 292 inscrits)[15].

### Conseillers d'arrondissement (de 1833 à 1940)
Le canton de Sully avait deux conseillers d'arrondissement.
| Période                                  | Période | Identité                      | Étiquette    | Qualité |
| ---------------------------------------- | ------- | ----------------------------- | ------------ | --- |
| 1833                                     | 1839    | Jules César Dubec (1798-1864) |              | Notaire à Sully-sur-Loire                                                                                   |
| 1833                                     | 1845    | M. Gaudry-Garnier             |              | Propriétaire à Sully-sur-Loire                                                                              |
| 1839                                     |         | M. Burgevin                   |              | Juge d'instruction à Montargis, propriétaire à Sully-sur-Loire                                              |
| 1845                                     |         | Louis-Henry-Auguste Jahan     | Conservateur | Avocat, conseiller municipal de Sully-sur-Loire, propriétaire du château des Gauchers à Bionne              |
|                                          |         |                               |              | |
| 1919                                     | 1925    | Abel Perronnet                | Radical      | Entrepreneur de scierie, maire de Sully-sur-Loire                                                           |
| 1919                                     | 1940    | Albert Sornicle               | Radical      | Conseiller municipal de Sully-sur-Loire                                                                     |
| 1925                                     | 1940    | Henri Baudoin                 | Radical      | Administrateur de la mutualité scolaire, Sully-sur-Loire                                                    |
| 1940                                     |         |                               |              | Les conseils d'arrondissement ont été suspendus par la loi du 12 octobre 1940 et n'ont jamais été réactivés |
| Les données manquantes sont à compléter. |         |                               |              | |

### Conseillers départementaux depuis 2015
| Période élective | Période élective | Mandat | Mandat   | Identité        | Nuance | Nuance | Qualité                                               |
| ---------------- | ---------------- | ------ | -------- | --------------- | ------ | ------ | ----------------------------------------------------- |
| 2015             | 2021             | 2015   | 2021     | Line Fleury     |        | LR     | Première adjointe au Maire de Saint-Brisson-sur-Loire |
| 2015             | 2021             | 2015   | 2021     | Jean-Luc Riglet |        | LR     | Maire de Sully-sur-Loire                              |
| 2021             | 2028             | 2021   | en cours | Line Fleury     |        | LR     | Conseillère sortante                                  |
| 2021             | 2028             | 2021   | en cours | Jean-Luc Riglet |        | LR     | Maire de Sully-sur-Loire                              |

### Résultats détaillés

#### Élections de mars 2015
À l'issue du 1er tour des élections départementales de 2015, deux binômes sont en ballottage : Marine Blondel et Raphaël Lapuyade (FN, 36,32 %) et Line Fleury et Jean-Luc Riglet (Union de la Droite, 32,83 %). Le taux de participation est de 53,73 % (12 467 votants sur 23 205 inscrits) contre 49,98 % au niveau départemental et 50,17 % au niveau national.
Au second tour, Line Fleury et Jean-Luc Riglet (Union de la Droite) sont élus avec 58,27 % des suffrages exprimés et un taux de participation de 56,05 % (6 944 voix pour 13 006 votants et 23 204 inscrits).

#### Élections de juin 2021
Le premier tour des élections départementales de 2021 est marqué par un très faible taux de participation (33,26 % au niveau national). Dans le canton de Sully-sur-Loire, ce taux de participation est de 34,25 % (7 938 votants sur 23 174 inscrits) contre 32,6 % au niveau départemental. À l'issue de ce premier tour, deux binômes sont en ballottage : Line Fleury et Jean-Luc Riglet (LR, 51,24 %) et Jessica Foigne et Ludovic Marchetti (RN, 31,48 %).
Le second tour des élections est marqué une nouvelle fois par une abstention massive équivalente au premier tour. Les taux de participation sont de 34,36 % au niveau national, 32,79 % dans le département et 34,53 % dans le canton de Sully-sur-Loire. Line Fleury et Jean-Luc Riglet (LR) sont élus avec 66,51 % des suffrages exprimés (4 979 voix pour 8 004 votants et 23 180 inscrits),,. 

## Composition

### Composition avant 2015

Situation du canton de Sully-sur-Loire dans le département du Loiret avant 2015.

Le canton de Sully-sur-Loire, d'une superficie de 358 km2, était composé de dix communes.
| Nom                         | Code Insee | Codepostal | Superficie (km2) | Population (dernière pop. légale) | Densité (hab./km2) |
| --------------------------- | ---------- | ---------- | ---------------- | --------------------------------- | ------------------ |
| Sully-sur-Loire (chef-lieu) | 45315      | 45600      | 43,60            | 5 444 (2012)                      | 125                |
| Cerdon                      | 45063      | 45620      | 67,07            | 994 (2012)                        | 15                 |
| Guilly                      | 45164      | 45600      | 17,03            | 665 (2012)                        | 39                 |
| Isdes                       | 45171      | 45620      | 43,89            | 552 (2012)                        | 13                 |
| Lion-en-Sullias             | 45184      | 45600      | 24,49            | 391 (2012)                        | 16                 |
| Saint-Aignan-le-Jaillard    | 45268      | 45600      | 24,31            | 604 (2012)                        | 25                 |
| Saint-Florent               | 45277      | 45600      | 37,78            | 449 (2012)                        | 12                 |
| Saint-Père-sur-Loire        | 45297      | 45600      | 10,69            | 1 009 (2012)                      | 94                 |
| Viglain                     | 45336      | 45600      | 39,99            | 881 (2012)                        | 22                 |
| Villemurlin                 | 45340      | 45600      | 48,95            | 617 (2012)                        | 13                 |

### Composition depuis 2015
Lors du redécoupage de 2014, le canton de Sully-sur-Loire était composé de vingt-quatre communes.
À la suite de la création de la commune nouvelle de Bray-Saint-Aignan au 1er janvier 2017 par regroupement entre Bray-en-Val et Saint-Aignan-des-Gués, le nombre de communes du canton descend à 23.
| Nom                                     | Code Insee | Intercommunalité                   | Superficie (km2) | Population (dernière pop. légale) | Densité (hab./km2) | Modifier                                    |
| --------------------------------------- | ---------- | ---------------------------------- | ---------------- | --------------------------------- | ------------------ | ------------------------------------------- |
| Sully-sur-Loire (bureau centralisateur) | 45315      | CC du Val de Sully                 | 43,60            | 5 142 (2022)                      | 118                | modifier les données · modifier les données |
| Bonnée                                  | 45039      | CC du Val de Sully                 | 11,61            | 698 (2022)                        | 60                 | modifier les données · modifier les données |
| Les Bordes                              | 45042      | CC du Val de Sully                 | 24,02            | 1 846 (2022)                      | 77                 | modifier les données · modifier les données |
| Bray-Saint-Aignan                       | 45051      | CC du Val de Sully                 | 26,16            | 1 774 (2022)                      | 68                 | modifier les données · modifier les données |
| Cerdon                                  | 45063      | CC du Val de Sully                 | 67,07            | 895 (2022)                        | 13                 | modifier les données · modifier les données |
| Coullons                                | 45108      | Communauté des communes giennoises | 78,97            | 2 251 (2022)                      | 29                 | modifier les données · modifier les données |
| Dampierre-en-Burly                      | 45122      | CC du Val de Sully                 | 47,44            | 1 454 (2022)                      | 31                 | modifier les données · modifier les données |
| Germigny-des-Prés                       | 45153      | CC du Val de Sully                 | 9,78             | 700 (2022)                        | 72                 | modifier les données · modifier les données |
| Guilly                                  | 45164      | CC du Val de Sully                 | 17,03            | 667 (2022)                        | 39                 | modifier les données · modifier les données |
| Isdes                                   | 45171      | CC du Val de Sully                 | 43,89            | 531 (2022)                        | 12                 | modifier les données · modifier les données |
| Lion-en-Sullias                         | 45184      | CC du Val de Sully                 | 24,49            | 386 (2022)                        | 16                 | modifier les données · modifier les données |
| Neuvy-en-Sullias                        | 45226      | CC du Val de Sully                 | 25,28            | 1 365 (2022)                      | 54                 | modifier les données · modifier les données |
| Ouzouer-sur-Loire                       | 45244      | CC du Val de Sully                 | 34,27            | 2 560 (2022)                      | 75                 | modifier les données · modifier les données |
| Poilly-lez-Gien                         | 45254      | Communauté des communes giennoises | 33,29            | 2 464 (2022)                      | 74                 | modifier les données · modifier les données |
| Saint-Aignan-le-Jaillard                | 45268      | CC du Val de Sully                 | 24,31            | 602 (2022)                        | 25                 | modifier les données · modifier les données |
| Saint-Benoît-sur-Loire                  | 45270      | CC du Val de Sully                 | 18,27            | 1 993 (2022)                      | 109                | modifier les données · modifier les données |
| Saint-Brisson-sur-Loire                 | 45271      | Communauté des communes giennoises | 21,86            | 961 (2022)                        | 44                 | modifier les données · modifier les données |
| Saint-Florent                           | 45277      | CC du Val de Sully                 | 37,78            | 445 (2022)                        | 12                 | modifier les données · modifier les données |
| Saint-Gondon                            | 45280      | Communauté des communes giennoises | 22,40            | 1 046 (2022)                      | 47                 | modifier les données · modifier les données |
| Saint-Martin-sur-Ocre                   | 45291      | Communauté des communes giennoises | 15,79            | 1 225 (2022)                      | 78                 | modifier les données · modifier les données |
| Saint-Père-sur-Loire                    | 45297      | CC du Val de Sully                 | 10,69            | 1 030 (2022)                      | 96                 | modifier les données · modifier les données |
| Viglain                                 | 45336      | CC du Val de Sully                 | 39,99            | 854 (2022)                        | 21                 | modifier les données · modifier les données |
| Villemurlin                             | 45340      | CC du Val de Sully                 | 48,95            | 537 (2022)                        | 11                 | modifier les données · modifier les données |
| Canton de Sully-sur-Loire               | 4521       |                                    | 726,94           | 31 426 (2022)                     | 43                 | modifier les données                        |

## Démographie

### Évolution démographique

#### Démographie avant 2015
En 2012, le canton comptait 11 606 habitants.
| 1962  | 1968  | 1975   | 1982   | 1990   | 1999   | 2006   | 2011   | 2012   |
| ----- | ----- | ------ | ------ | ------ | ------ | ------ | ------ | ------ |
| 8 628 | 9 261 | 10 224 | 11 300 | 11 328 | 11 617 | 11 929 | 11 675 | 11 606 |

### Démographie depuis 2015
En 2022, le canton comptait 31 426 habitants, en évolution de −2,93 % par rapport à 2016 (Loiret : +1,89 %, France hors Mayotte : +2,11 %).
| 2013   | 2018   | 2022   |
| ------ | ------ | ------ |
| 32 221 | 32 022 | 31 426 |

### Âge de la population
La pyramide des âges, à savoir la répartition par sexe et âge de la population, du canton de Sully-sur-Loire en 2009 ainsi que, comparativement, celle du département du Loiret la même année sont représentées avec les graphiques ci-dessous.
La population du canton comporte 48,9 % d'hommes et 51,1 % de femmes. Elle présente en 2009 une structure par grands groupes d'âge légèrement plus âgée que celle de la France métropolitaine. 
Il existe en effet 86 jeunes de moins de 20 ans pour cent personnes de plus de 60 ans, soit un indice de jeunesse de 0,86, alors que pour la France cet indice est de 1,06. L'indice de jeunesse du canton est également inférieur à celui  du département (1,1) et à celui de la région (0,95).
| Hommes | Classe d’âge | Femmes |
| ------ | ------------ | ------ |
| 0,4    | 90 ans ou +  | 1,4    |
| 9,1    | 75 à 89 ans  | 12,5   |
| 15,7   | 60 à 74 ans  | 16,3   |
| 20,4   | 45 à 59 ans  | 19,7   |
| 18,4   | 30 à 44 ans  | 17,8   |
| 16,4   | 15 à 29 ans  | 14,4   |
| 19,7   | 0 à 14 ans   | 18,0   |

| Hommes | Classe d’âge | Femmes |
| ------ | ------------ | ------ |
| 0,4    | 90 ans ou +  | 1,1    |
| 6,6    | 75 à 89 ans  | 9,5    |
| 13,4   | 60 à 74 ans  | 13,9   |
| 20,1   | 45 à 59 ans  | 20,0   |
| 20,3   | 30 à 44 ans  | 19,5   |
| 19,3   | 15 à 29 ans  | 17,7   |
| 19,9   | 0 à 14 ans   | 18,2   |